# Castiarina
Castiarina es un género numeroso de escarabajos de la familia Buprestidae. Fue descrita científicamente por Gory & Laporte en 1838. La gran mayoría de especies de este género se han registrado en Australia y, en menor medida, en Andorra, Japón, Ucrania, Papúa Nueva Guinea, Namibia, Nueva Caledonia y Nueva Zelanda.
Existen más de 480 especies descritas.

## Ejemplares del género

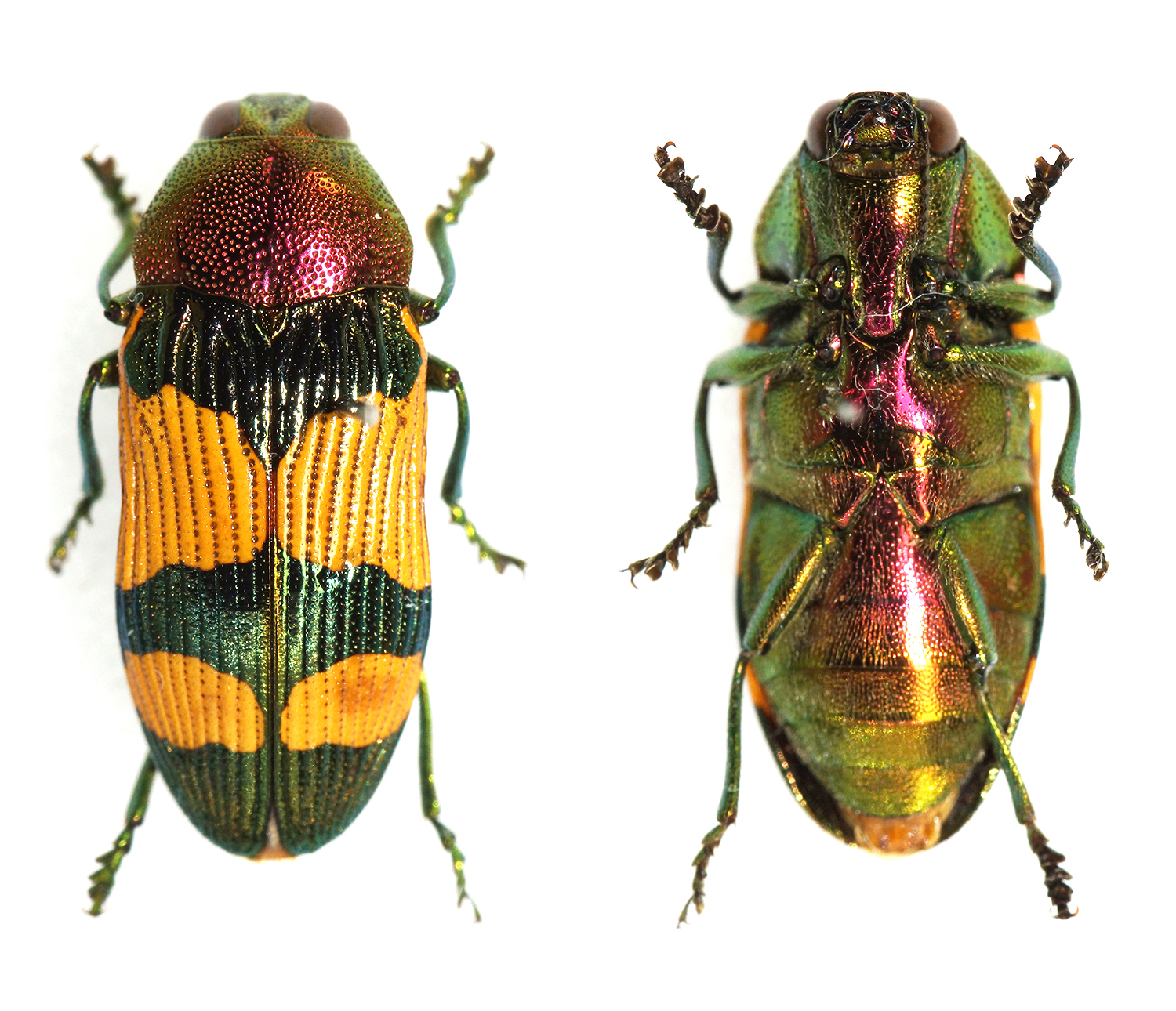
Castiarina garnettensis
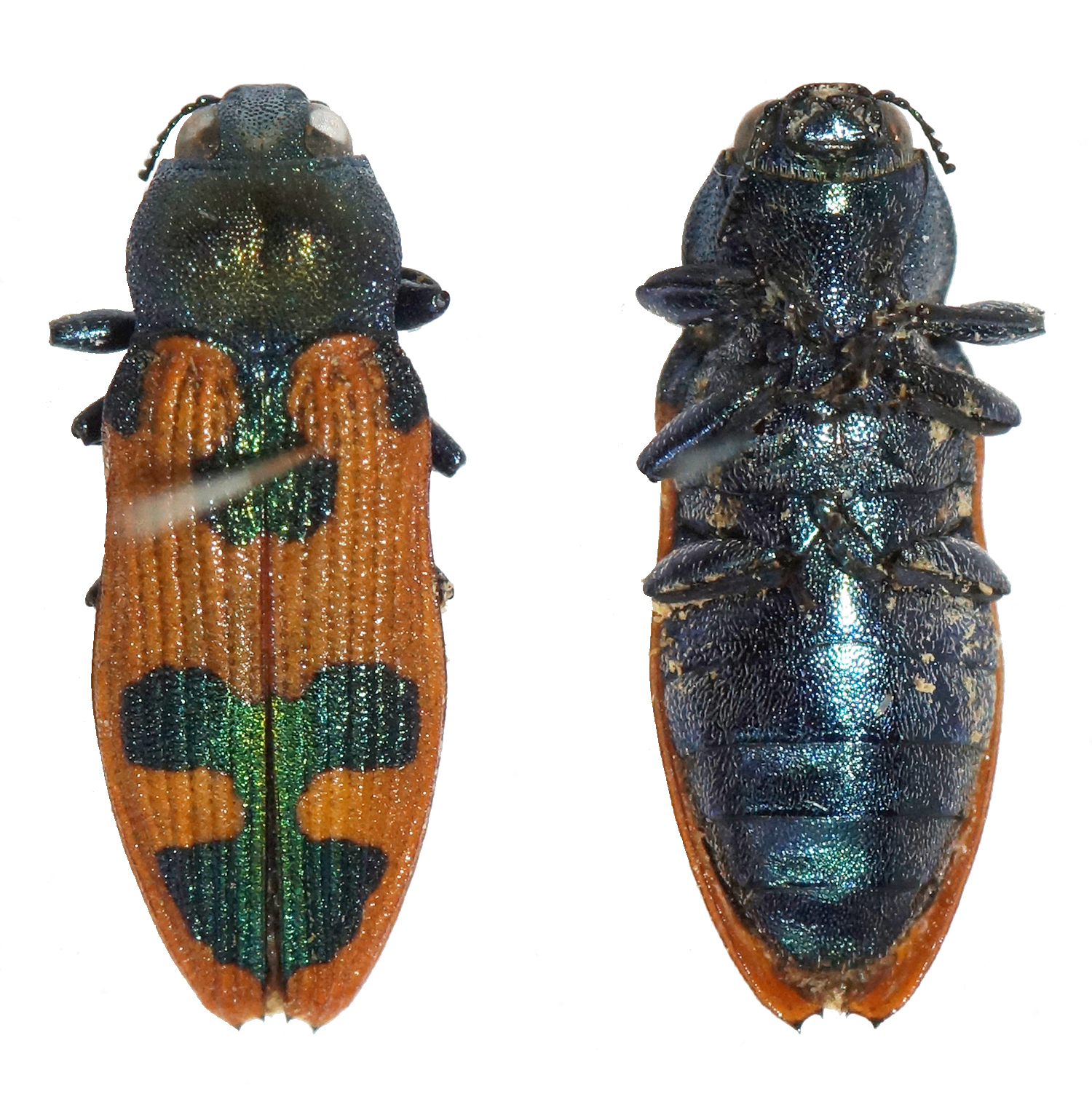
Castiarina hilaris
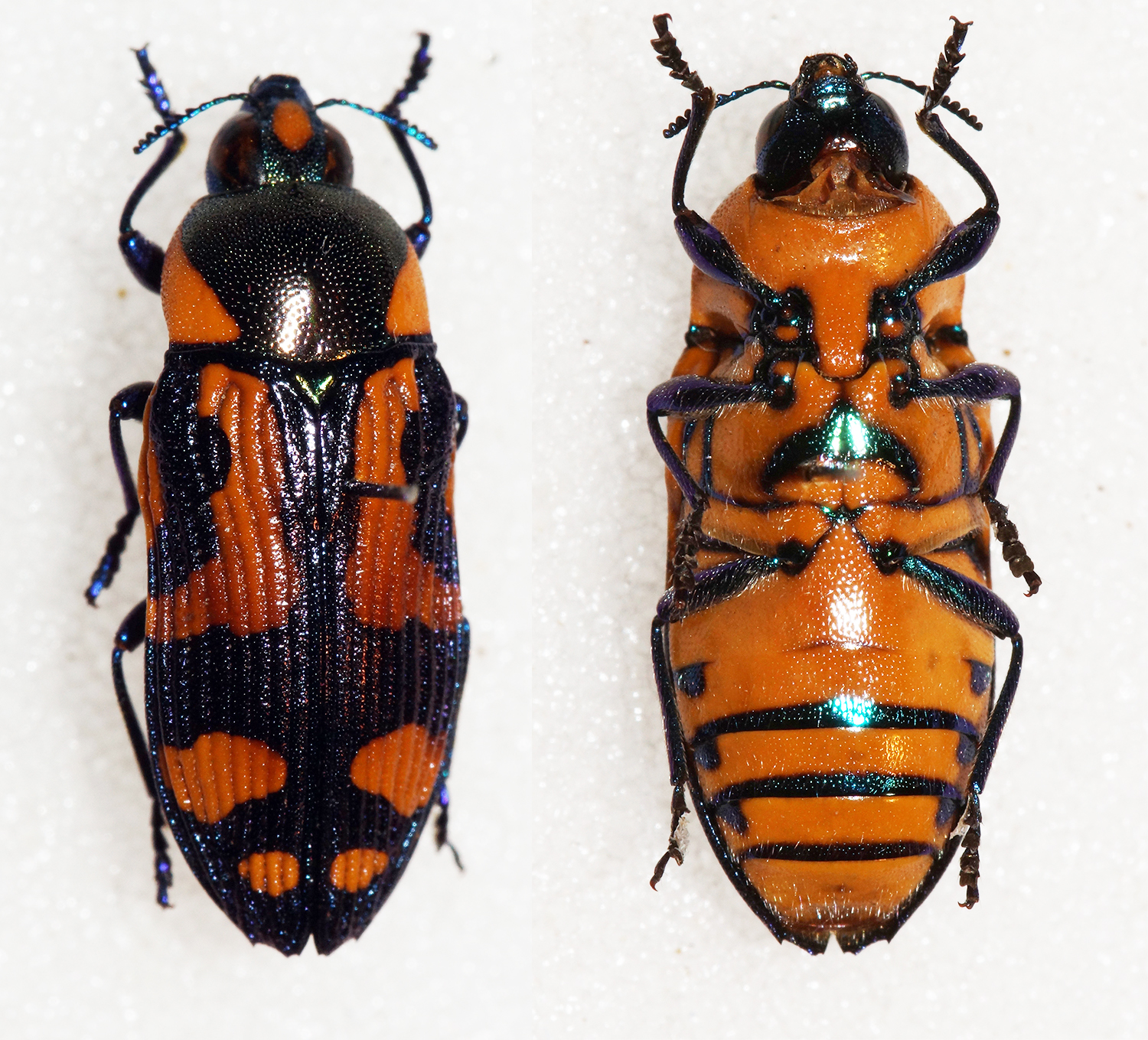
Castiarina octospilota
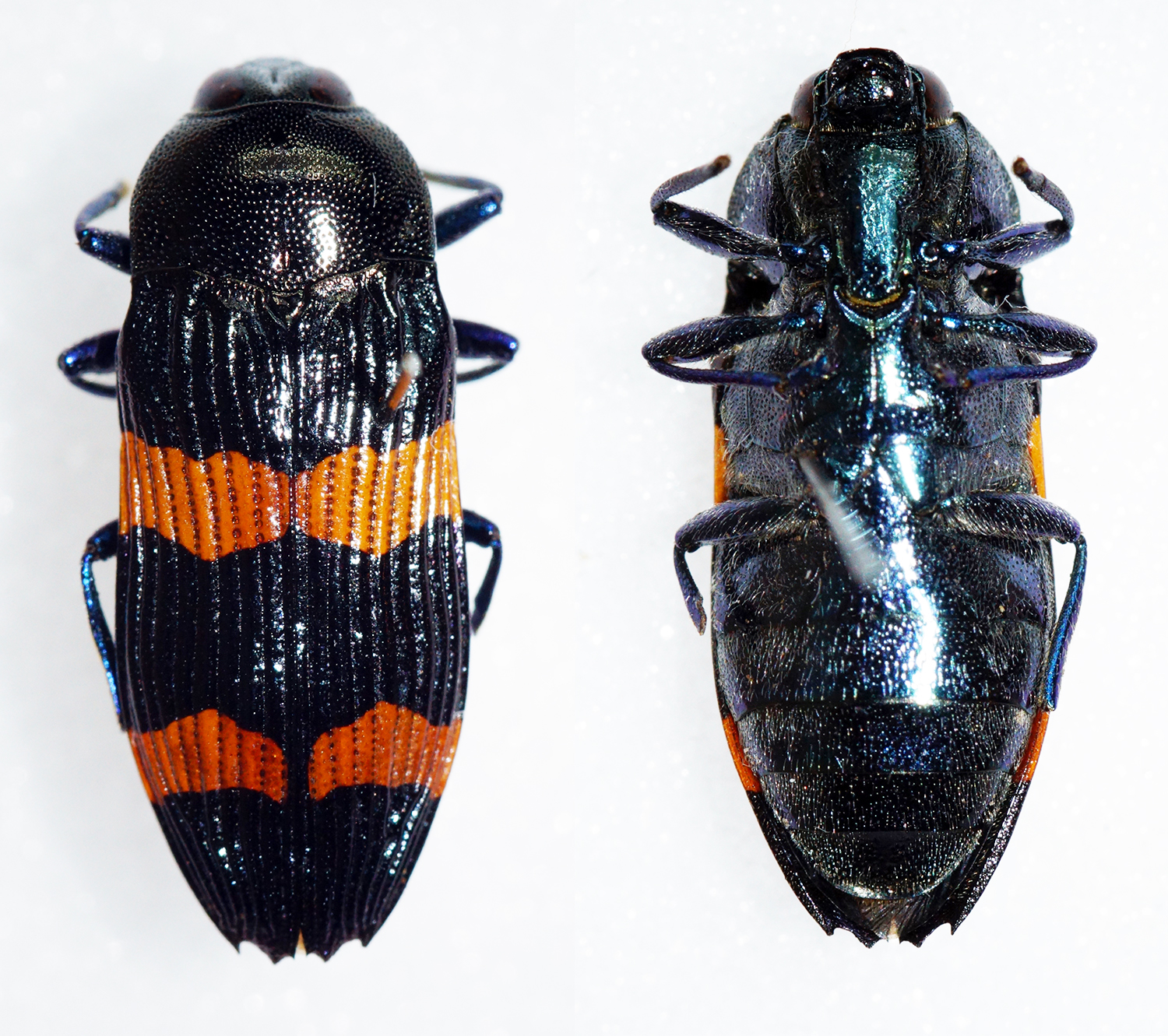
Castiarina bifasciata
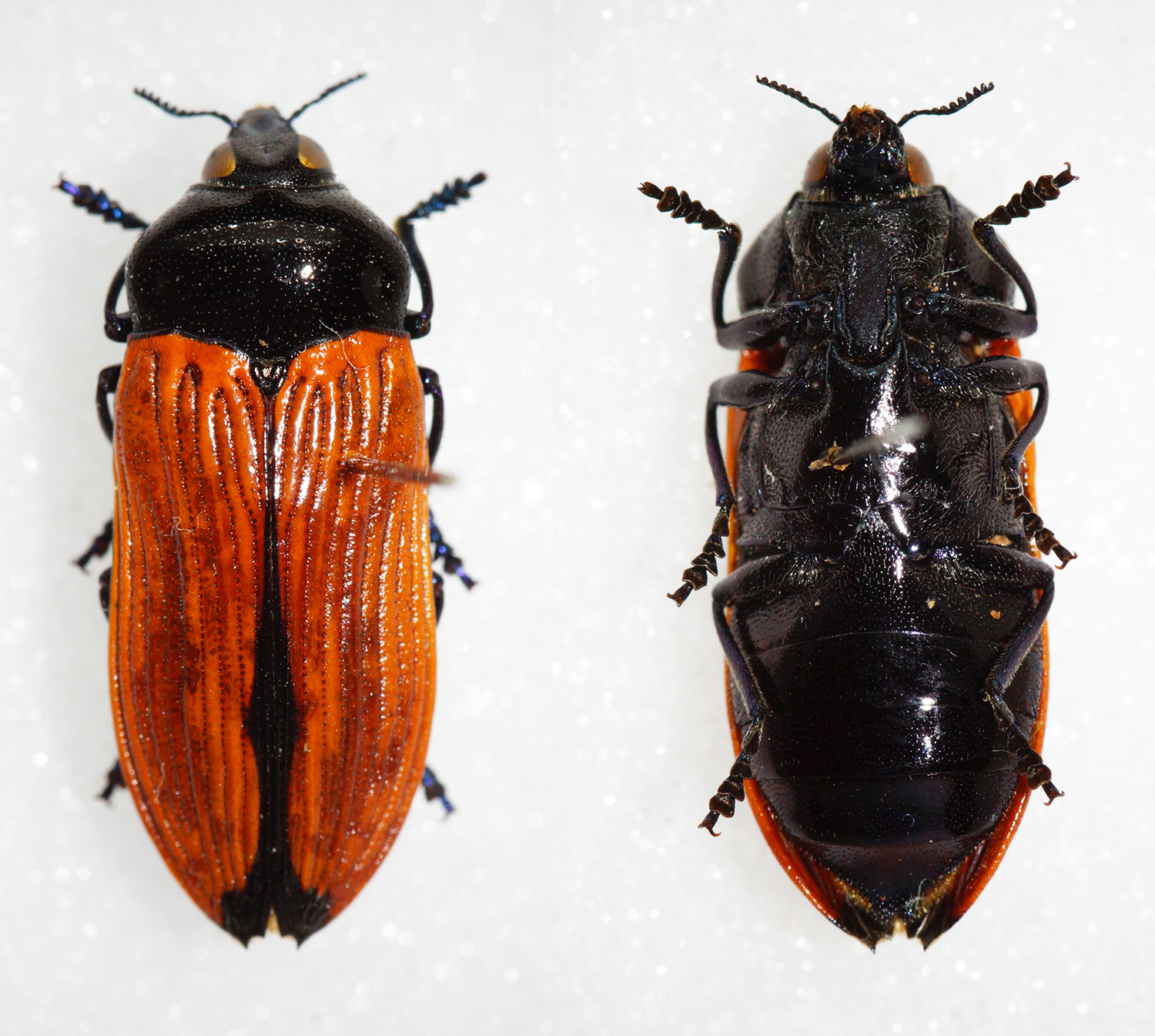
Castiarina rufipennis
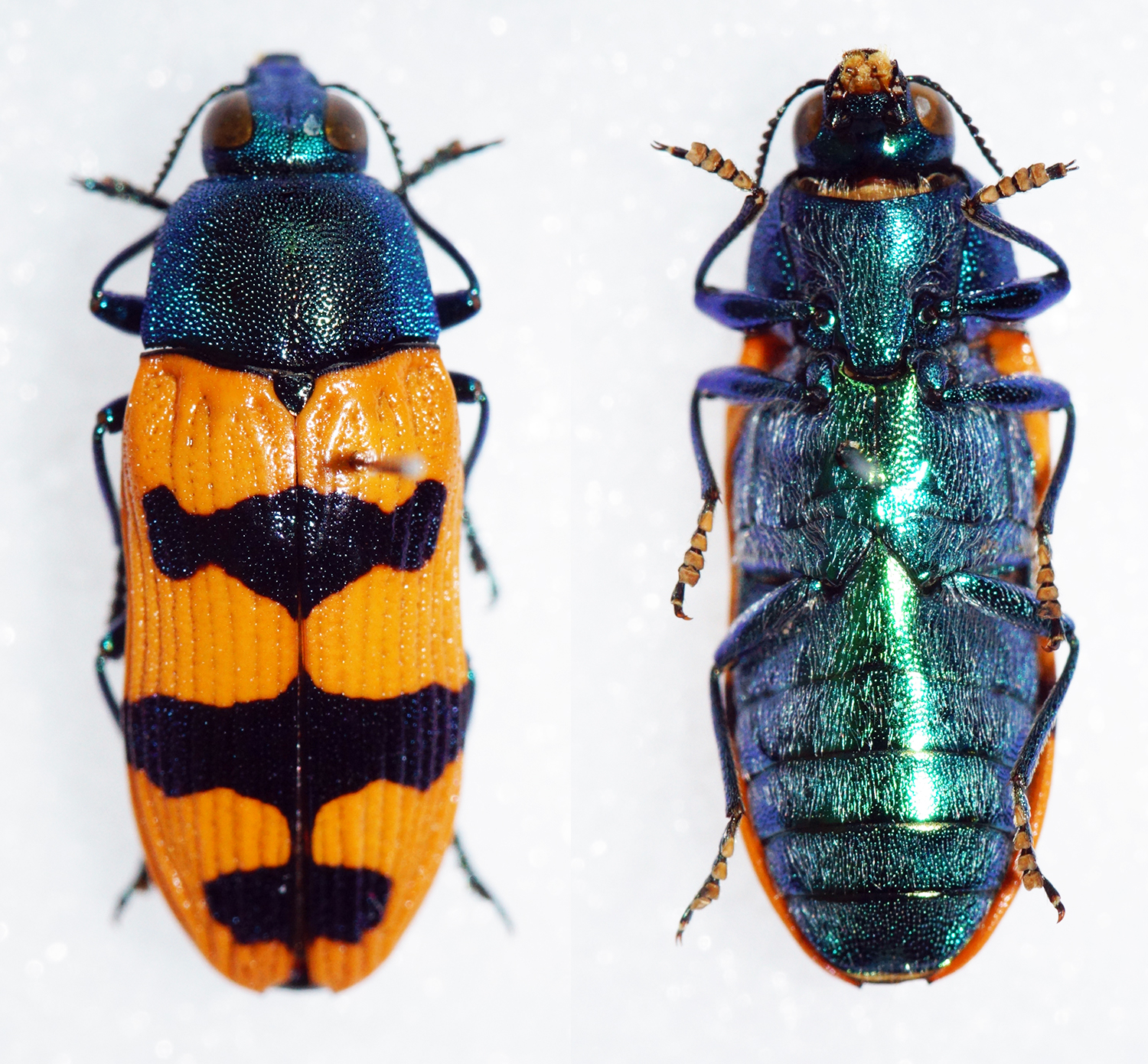
Castiarina crenata
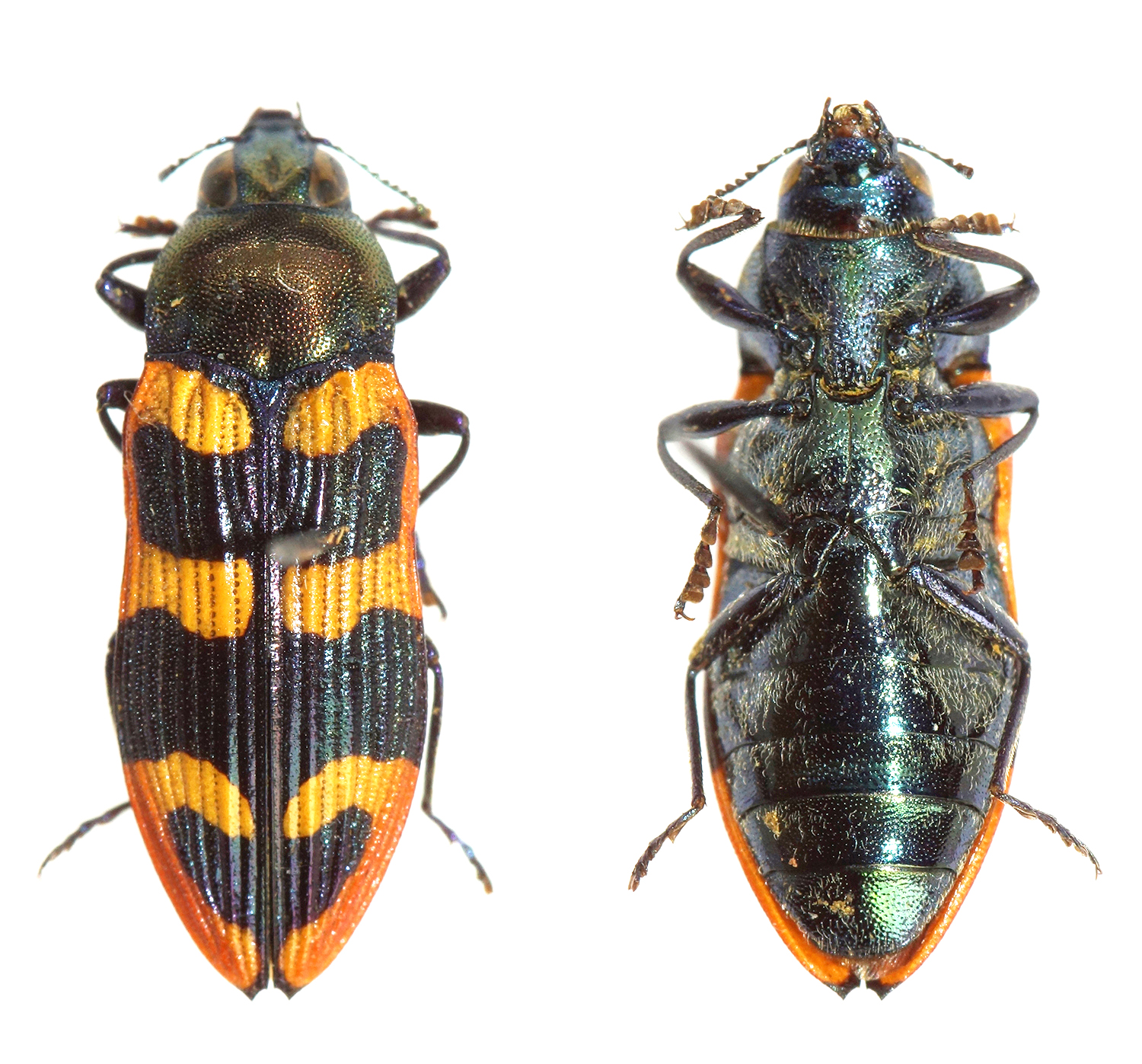
Castiarina punctatosulcata
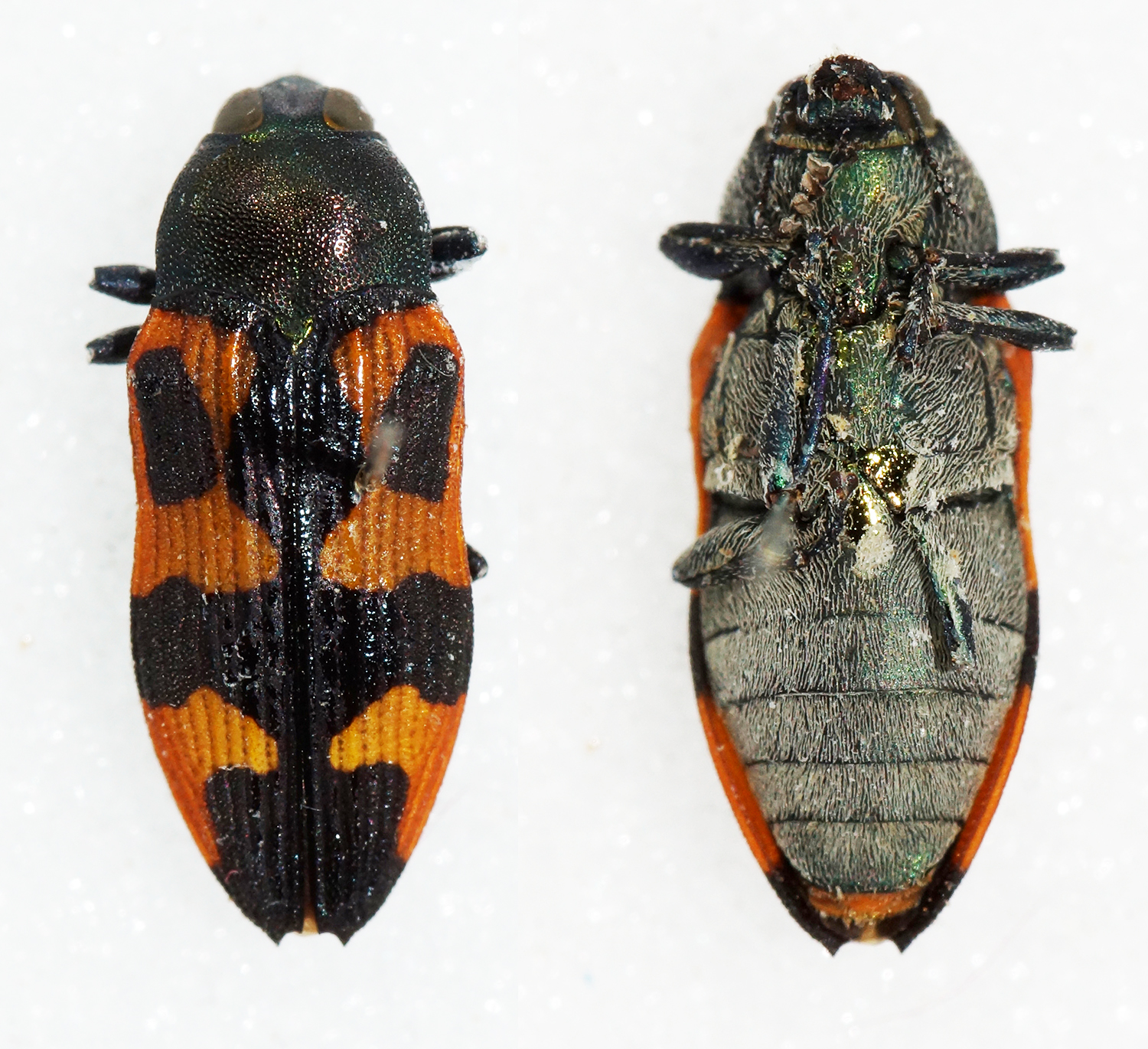
Castiarina sexplagiata
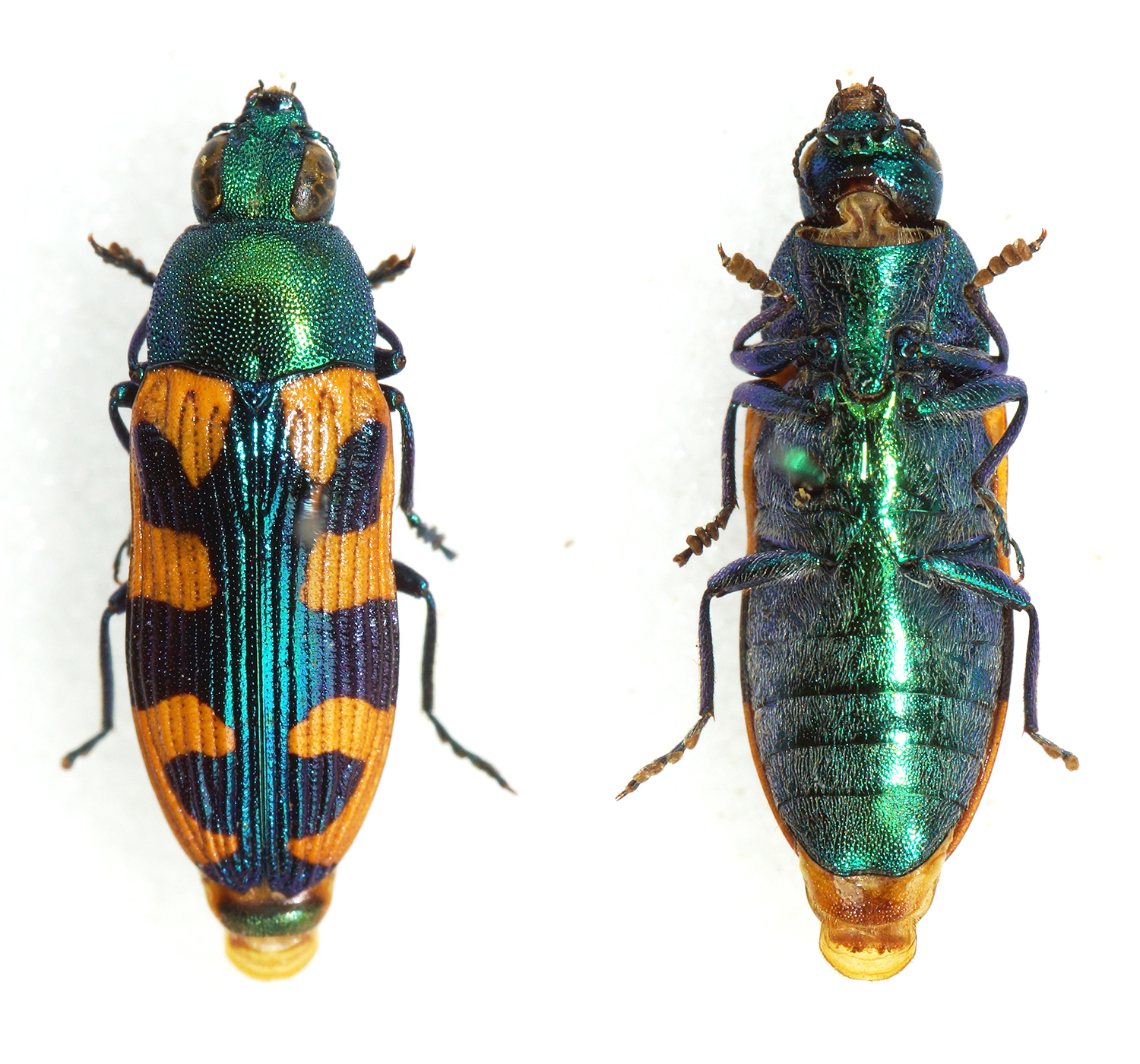
Castiarina scalaris
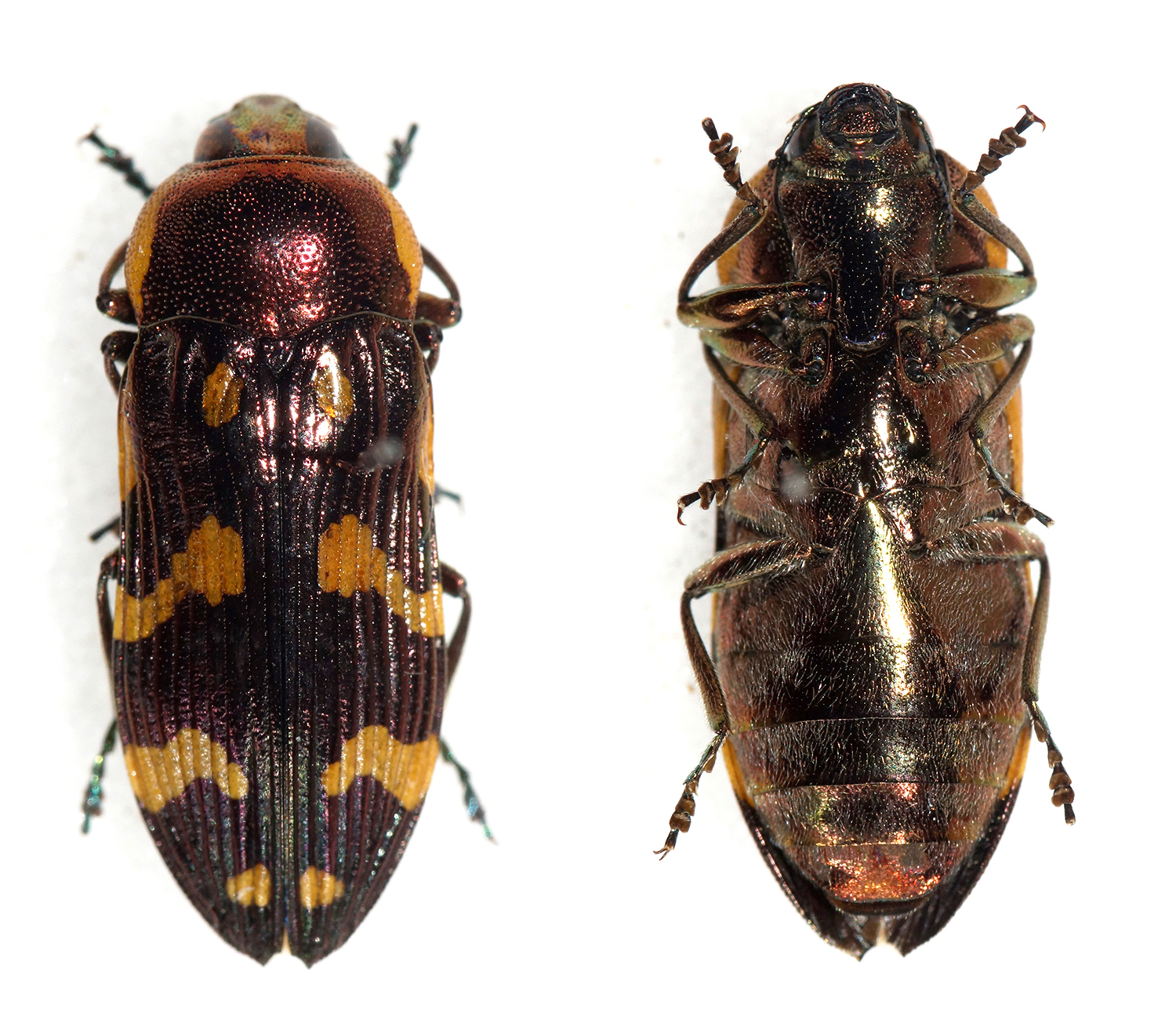
Castiarina victoriensis

## Especies
- Castiarina abdita Barker, 1990
- Castiarina abdominalis (Saunders, 1868)
- Castiarina acuminata (Kerremans, 1898)
- Castiarina acuticeps (Saunders, 1869)
- Castiarina acuticollis (Carter, 1916)
- Castiarina adamsi (Deuquet, 1957)
- Castiarina adelaidae (Hope, 1846)
- Castiarina adusta Barker, 1996
- Castiarina aeneicornis (Saunders, 1868)
- Castiarina aeraticollis (Carter, 1930)
- Castiarina aeruginosa Barker, 1993
- Castiarina affabilis (Kerremans, 1898)
- Castiarina aglaia (Barker, 1987)
- Castiarina alecgemmelli (Barker, 1987)
- Castiarina alexandri (Carter, 1916)
- Castiarina allensundholmi Barker, 2005
- Castiarina alternecosta (Thomson, 1879)
- Castiarina alternozona (Thomson, 1878)
- Castiarina amabilis (Gory & Laporte, 1838)
- Castiarina amplipennis (Saunders, 1868)
- Castiarina analis (Saunders, 1869)
- Castiarina anchoralis (Gory & Laporte, 1838)
- Castiarina andersoni (Gory & Laporte, 1838)
- Castiarina antarctica Barker, 1996
- Castiarina anthrene Barker, 1993
- Castiarina antia Barker, 1993
- Castiarina aquila (Barker, 1980)
- Castiarina argillacea (Carter, 1916)
- Castiarina arida (Barker, 1987)
- Castiarina ariel (Carter, 1930)
- Castiarina armata (Thomson, 1879)
- Castiarina armstrongi (Barker, 1983)
- Castiarina asekiensis Nylander, 2007
- Castiarina ashburtonensis (Barker, 1988)
- Castiarina athertonensis (Barker, 1986)
- Castiarina atra (Barker, 1987)
- Castiarina atricollis (Saunders, 1869)
- Castiarina atrocoerulea (Kerremans, 1890)
- Castiarina atronotata (Waterhouse, 1874)
- Castiarina attenuata (Carter, 1916)
- Castiarina audax (Saunders, 1869)
- Castiarina aura Barker, 1996
- Castiarina aurantia Barker, 1990
- Castiarina aurantiaca (Carter, 1931)
- Castiarina aurea (Barker, 1980)
- Castiarina aureola (Carter, 1913)
- Castiarina australasiae (Gory & Laporte, 1838)
- Castiarina azurea Barker, 1996
- Castiarina bakeri (Barker, 1979)
- Castiarina balteata (Saunders, 1869)
- Castiarina balthasari (Obenberger, 1928)
- Castiarina bazilisca (Obenberger, 1933)
- Castiarina beatrix Barker, 1990
- Castiarina bella (Saunders, 1871)
- Castiarina bicolor (Gory & Laporte, 1838)
- Castiarina bifasciata (Hope, 1831)
- Castiarina biguttata (Macleay, 1863)
- Castiarina bilyi Barker, 2004
- Castiarina bimaculata (Saunders, 1868)
- Castiarina binotata (Saunders, 1871)
- Castiarina blackdownensis (Barker, 1986)
- Castiarina boldensis (Barker, 1983)
- Castiarina booanyia (Carter, 1933)
- Castiarina borealis (Barker, 1979)
- Castiarina bremei (Hope, 1843)
- Castiarina brooksi (Barker, 1979)
- Castiarina broomensis (Carter, 1934)
- Castiarina browni (Carter, 1916)
- Castiarina browningi (Barker, 1986)
- Castiarina brutella (Thomson, 1879)
- Castiarina bucolica (Kerremans, 1898)
- Castiarina bugejiana Barker, 2004
- Castiarina burchellii (Gory & Laporte, 1838)
- Castiarina burnsi (Barker, 1986)
- Castiarina caillaina (Barker, 1987)
- Castiarina callubriensis (Carter, 1931)
- Castiarina campestris (Blackburn, 1897)
- Castiarina capensis (Barker, 1986)
- Castiarina carinata (Macleay, 1863)
- Castiarina carminea (Saunders, 1868)
- Castiarina carnabyi (Barker, 1979)
- Castiarina castelnaudi (Saunders, 1869)
- Castiarina chamelauci (Barker, 1987)
- Castiarina charientessa Barker, 1996
- Castiarina chinnocki (Barker, 1983)
- Castiarina chlorota Barker, 2004
- Castiarina chrysothoracica Barker, 1993
- Castiarina cincta (Blackburn, 1890)
- Castiarina cinnamomea (Macleay, 1863)
- Castiarina clancula (Obenberger, 1922)
- Castiarina coalstounensis Barker, 2004
- Castiarina coccinata (Hope, 1843)
- Castiarina coeruleipes (Saunders, 1869)
- Castiarina colligens (Kerremans, 1890)
- Castiarina colorata (Hope, 1847)
- Castiarina commixta (Carter, 1924)
- Castiarina confusa (Waterhouse, 1874)
- Castiarina convexa (Carter, 1913)
- Castiarina coolsi (Barker, 1986)
- Castiarina corallina Barker, 1995
- Castiarina cornishi (Barker, 1983)
- Castiarina costalis (Saunders, 1869)
- Castiarina costata (Saunders, 1868)
- Castiarina costipennis (Saunders, 1869)
- Castiarina cracenta (Barker, 1986)
- Castiarina crenata (Donovan, 1805)
- Castiarina creta Barker, 1990
- Castiarina crocicolor (Gory & Laporte, 1838)
- Castiarina crockerae (Barker, 1979)
- Castiarina crucianella Barker, 1993
- Castiarina cruenta (Gory & Laporte, 1838)
- Castiarina cruentata (Kirby, 1818)
- Castiarina crux (Saunders, 1868)
- Castiarina cupida (Kerremans, 1898)
- Castiarina cupreoflava (Saunders, 1869)
- Castiarina cupricauda (Saunders, 1868)
- Castiarina cupricollis (Saunders, 1868)
- Castiarina cyanipes (Saunders, 1868)
- Castiarina cydista (Rainbow, 1904)
- Castiarina cylindracea (Saunders, 1868)
- Castiarina daedalea Barker, 1990
- Castiarina danesi (Obenberger, 1933)
- Castiarina daranj Barker, 1996
- Castiarina darkinensis Barker, 2004
- Castiarina decemguttata (Gory, 1841)
- Castiarina decemmaculata (Kirby, 1818)
- Castiarina decipiens (Westwood, 1837)
- Castiarina delectabilis (Hope, 1847)
- Castiarina delicatula (Kerremans, 1903)
- Castiarina delta (Thomson, 1879)
- Castiarina demarzi Barker, 1996
- Castiarina denmanensis Barker, 2004
- Castiarina desideria (Carter, 1916)
- Castiarina dessarti (Barker, 1986)
- Castiarina deuqueti (Carter, 1927)
- Castiarina deyrollei (Thomson, 1879)
- Castiarina dilatata (Carter, 1927)
- Castiarina dimidiata (Carter, 1908)
- Castiarina dingoensis (Barker, 1983)
- Castiarina discoflava (Carter, 1930)
- Castiarina discoidea (Carter, 1931)
- Castiarina discolorata (Barker, 1986)
- Castiarina dispar (Blackburn, 1892)
- Castiarina distantia (Barker, 1988)
- Castiarina distincta (Saunders, 1868)
- Castiarina distinguenda (Saunders, 1869)
- Castiarina diversa (Kerremans, 1900)
- Castiarina doddi (Carter, 1913)
- Castiarina domina (Carter, 1931)
- Castiarina dryadula (Carter, 1930)
- Castiarina duaringae (Carter, 1929)
- Castiarina dugganensis (Barker, 1987)
- Castiarina earina (Barker, 1987)
- Castiarina eborica (Carter, 1934)
- Castiarina elderi (Blackburn, 1892)
- Castiarina elongata (Saunders, 1868)
- Castiarina eneabba (Barker, 1983)
- Castiarina enigma Barker, 1996
- Castiarina erasma (Carter, 1935)
- Castiarina eremita (Blackburn, 1890)
- Castiarina ernestadamsi Barker, 1995
- Castiarina erubescens (Blackburn, 1901)
- Castiarina erythromelas (Boisduval, 1835)
- Castiarina erythroptera (Boisduval, 1835)
- Castiarina euclae (Barker, 1983)
- Castiarina euknema Barker, 1995
- Castiarina eyrensis (Barker, 1986)
- Castiarina femorata (Gory & Laporte, 1838)
- Castiarina ferruginea Barker, 1996
- Castiarina festiva (Carter, 1916)
- Castiarina filiformis (Blackburn, 1892)
- Castiarina flava (Saunders, 1869)
- Castiarina flaviceps (Carter, 1913)
- Castiarina flavopicta (Boisduval, 1835)
- Castiarina flavopurpurea (Carter, 1908)
- Castiarina flavosignata (Macleay, 1863)
- Castiarina flavoviridis (Carter, 1927)
- Castiarina flindersi (Carter, 1922)
- Castiarina forresti (Barker, 1983)
- Castiarina fossoria (Carter, 1927)
- Castiarina frauciana (Barker, 1983)
- Castiarina fulviventris (Macleay, 1863)
- Castiarina furtiva (Barker, 1983)
- Castiarina galactica Barker, 1990
- Castiarina gardnerae (Barker, 1987)
- Castiarina garnettensis (Barker, 1989)
- Castiarina garrawillae (Carter, 1931)
- Castiarina gentilis (Kerremans, 1900)
- Castiarina gibbicollis (Saunders, 1868)
- Castiarina gilberti Barker, 2004
- Castiarina goerlingi (Carter, 1937)
- Castiarina goodingi (Barker, 1983)
- Castiarina gordonburnsi (Barker, 1987)
- Castiarina goudiana (Barker, 1987)
- Castiarina gracilior (Carter, 1915)
- Castiarina grata (Saunders, 1869)
- Castiarina gravis (Harold, 1869)
- Castiarina guttata (Blackburn, 1890)
- Castiarina guttaticollis (Blackburn, 1890)
- Castiarina guttifera (Obenberger, 1922)
- Castiarina hanloni (Barker, 1983)
- Castiarina harrisoni (Carter, 1925)
- Castiarina harslettae (Deuquet, 1957)
- Castiarina hasenpuschi Barker, 1993
- Castiarina haswelli (Carter, 1916)
- Castiarina hateleyi (Barker, 1980)
- Castiarina hawkeswoodi (Peterson, 1987)
- Castiarina helmsi (Carter, 1906)
- Castiarina hemizostera Barker, 1996
- Castiarina hilaris (Hope, 1846)
- Castiarina hilleri (Barker, 1986)
- Castiarina hirundicauda (Carter, 1916)
- Castiarina hoblerae (Carter, 1922)
- Castiarina hoffmanseggii (Hope, 1846)
- Castiarina holynskii Nylander, 2006
- Castiarina hostilis (Blackburn, 1892)
- Castiarina hudsoni (Nylander, 2001)
- Castiarina humeralis (Kerremans, 1903)
- Castiarina humilis (Deuquet, 1947)
- Castiarina hypocrita (Barker, 1983)
- Castiarina ignea (Blackburn, 1892)
- Castiarina ignota (Saunders, 1869)
- Castiarina imitator (Carter, 1930)
- Castiarina immaculata (Carter, 1915)
- Castiarina impressicollis (Macleay, 1863)
- Castiarina incognita (Barker, 1986)
- Castiarina inconspicua (Saunders, 1868)
- Castiarina indigesta Barker, 1993
- Castiarina indigohumerosa Barker, 1990
- Castiarina indigoventricosa Barker, 1990
- Castiarina indistincta (Saunders, 1869)
- Castiarina inermis (Kerremans, 1890)
- Castiarina inflata (Barker, 1980)
- Castiarina insculpta (Carter, 1934)
- Castiarina insignicollis (Blackburn, 1900)
- Castiarina insignis (Blackburn, 1892)
- Castiarina insularis (Blackburn, 1897)
- Castiarina intacta (Carter, 1930)
- Castiarina interstincta Barker, 1990
- Castiarina interstitialis (Carter, 1931)
- Castiarina jackhasenpuschi Barker, 1996
- Castiarina jacki Barker, 2005
- Castiarina jeanae (Barker, 1983)
- Castiarina jekellii (Saunders, 1868)
- Castiarina jimturneri (Barker, 1987)
- Castiarina jospilota (Gory & Laporte, 1838)
- Castiarina jubata (Blackburn, 1890)
- Castiarina jucunda (Saunders, 1868)
- Castiarina julia (Thomson, 1879)
- Castiarina kanangara (Barker, 1987)
- Castiarina kempsteri (Barker, 1986)
- Castiarina kerremansi (Blackburn, 1890)
- Castiarina kershawi (Carter, 1924)
- Castiarina keyzeri Barker, 2005
- Castiarina kiatae (Barker, 1980)
- Castiarina kirbyi (Guérin-Méneville, 1830)
- Castiarina kitchini Barker, 2004
- Castiarina klugii (Gory & Laporte, 1838)
- Castiarina laena (Thomson, 1879)
- Castiarina laevinotata (Carter, 1934)
- Castiarina latipes (Carter, 1924)
- Castiarina lauta (Barker, 1987)
- Castiarina leai (Carter, 1916)
- Castiarina lepida (Carter, 1916)
- Castiarina liliputana (Thomson, 1857)
- Castiarina lisaejessicae Hawkeswood & Turner, 2009
- Castiarina livida (Barker, 1987)
- Castiarina longicollis (Saunders, 1869)
- Castiarina loriae (Kerremans, 1895)
- Castiarina lukini (Barker, 1986)
- Castiarina luteipennis (Gory, 1841)
- Castiarina luteocincta (Saunders, 1868)
- Castiarina luteofusca Barker, 1993
- Castiarina lycida Barker, 2005
- Castiarina macarthuri Barker, 2005
- Castiarina macmillani (Barker, 1979)
- Castiarina macquillani (Barker, 1988)
- Castiarina maculicollis (Carter, 1916)
- Castiarina maculifer (Kerremans, 1903)
- Castiarina maculipennis (Saunders, 1868)
- Castiarina magnificollis (Barker, 1979)
- Castiarina malleeana (Carter, 1931)
- Castiarina mansueta (Kerremans, 1898)
- Castiarina marginata (Barker, 1983)
- Castiarina marginicollis (Saunders, 1868)
- Castiarina markgoldingi Barker, 2004
- Castiarina markhanloni Barker, 1990
- Castiarina mayoiana (Barker, 1988)
- Castiarina media (Hope, 1847)
- Castiarina meeki (Théry, 1937)
- Castiarina melasma Barker, 1993
- Castiarina melrosensis (Barker, 1986)
- Castiarina metallica (Barker, 1979)
- Castiarina michaelpowelli Barker, 2005
- Castiarina militaris (Carter, 1922)
- Castiarina mima (Saunders, 1868)
- Castiarina mimesis Barker, 1993
- Castiarina mimica (Barker, 1980)
- Castiarina minuta (Blackburn, 1892)
- Castiarina montigena (Oke, 1928)
- Castiarina moribunda (Saunders, 1869)
- Castiarina moxoni Barker, 2004
- Castiarina murchisonensis (Barker, 1988)
- Castiarina mustelamajor (Thomson, 1857)
- Castiarina nanula (Kerremans, 1890)
- Castiarina nasuta (Saunders, 1869)
- Castiarina nebula Barker, 1993
- Castiarina neglecta (Carter, 1916)
- Castiarina nigriceps (Barker, 1979)
- Castiarina nigriventris (Macleay, 1863)
- Castiarina nonyma Barker, 1996
- Castiarina nota Barker, 1990
- Castiarina nullarborica Barker, 1996
- Castiarina nylanderi Holynski, 2009
- Castiarina obliqua (Kerremans, 1903)
- Castiarina oblita (Carter, 1931)
- Castiarina obscura (Saunders, 1869)
- Castiarina obsepta (Kerremans, 1890)
- Castiarina occidentalis (Barker, 1979)
- Castiarina ocelligera (Gory, 1841)
- Castiarina ochreiventris (Saunders, 1869)
- Castiarina octomaculata (Saunders, 1868)
- Castiarina octopunctata Barker, 1995
- Castiarina octosignata (Carter, 1919)
- Castiarina octospilota (Gory & Laporte, 1838)
- Castiarina oedemerida Barker, 1995
- Castiarina ornata (Blackburn, 1892)
- Castiarina ovata (Barker, 1979)
- Castiarina pallas (Blackburn, 1901)
- Castiarina palliata Barker, 1990
- Castiarina pallida Barker, 2004
- Castiarina pallidipennis (Blackburn, 1890)
- Castiarina pallidiventris (Gory & Laporte, 1838)
- Castiarina parallela (White, 1859)
- Castiarina parallelipennis (Obenberger, 1934)
- Castiarina parvula (Deuquet, 1956)
- Castiarina paulhasenpuschi Barker, 1996
- Castiarina pearsoni (Barker, 1986)
- Castiarina perlonga (Carter, 1931)
- Castiarina pertyi (Gory & Laporte, 1838)
- Castiarina phaeopus Barker, 1996
- Castiarina phaeorrhaea (Kirby, 1818)
- Castiarina picta (Gory & Laporte, 1838)
- Castiarina pictipennis (Saunders, 1868)
- Castiarina piliventris (Saunders, 1868)
- Castiarina placens (Kerremans, 1898)
- Castiarina placida (Thomson, 1879)
- Castiarina planata (Carter, 1916)
- Castiarina planipes (Barker, 1979)
- Castiarina powelli (Barker, 1983)
- Castiarina praetermissa (Carter, 1921)
- Castiarina producta (Saunders, 1868)
- Castiarina prolata Barker, 1995
- Castiarina propinqua (Carter, 1916)
- Castiarina pseudasilida (Barker, 1983)
- Castiarina pseuderythroptera (Barker, 1983)
- Castiarina puella (Saunders, 1869)
- Castiarina puerilis (Kerremans, 1898)
- Castiarina pulchra (Saunders, 1869)
- Castiarina pulchripes (Blackburn, 1897)
- Castiarina pulla (Barker, 1986)
- Castiarina punctatissima (Saunders, 1869)
- Castiarina punctatosulcata (Saunders, 1869)
- Castiarina punctiventris (Saunders, 1869)
- Castiarina purcellae Barker, 2005
- Castiarina puteolata (Carter, 1939)
- Castiarina quadrifasciata (Saunders, 1868)
- Castiarina quadriguttata (Macleay, 1863)
- Castiarina quadriplagiata (Carter, 1930)
- Castiarina quinquepunctata (Waterhouse, 1874)
- Castiarina radians (Carter, 1933)
- Castiarina rayclarkei Barker, 1993
- Castiarina recta (Saunders, 1869)
- Castiarina rectifasciata (Saunders, 1868)
- Castiarina rediviva Barker, 1990
- Castiarina richardsi (Barker, 1979)
- Castiarina robusta (Saunders, 1869)
- Castiarina rollei (Kerremans, 1908)
- Castiarina rostralis (Carter, 1917)
- Castiarina rostrata (Thomson, 1879)
- Castiarina rubicunda (Carter, 1931)
- Castiarina rubriventris (Blackburn, 1900)
- Castiarina rudis (Carter, 1934)
- Castiarina rufa (Barker, 1986)
- Castiarina rufipennis (Kirby, 1818)
- Castiarina rufipes (Macleay, 1863)
- Castiarina rufolimbata (Carter, 1916)
- Castiarina rutila (Deuquet, 1947)
- Castiarina sagittaria (Gory & Laporte, 1838)
- Castiarina sanguinolenta (Gory & Laporte, 1838)
- Castiarina scalaris (Boisduval, 1835)
- Castiarina scintillata (Barker, 1983)
- Castiarina sedlaceki (Barker, 1988)
- Castiarina semicincta (Gory & Laporte, 1838)
- Castiarina seminigra (Carter, 1913)
- Castiarina semisuturalis (Saunders, 1868)
- Castiarina septemguttata (Waterhouse, 1874)
- Castiarina septemspilota (Carter, 1913)
- Castiarina serratipennis (Carter, 1916)
- Castiarina setifera Barker, 2005
- Castiarina sexcavata (Deuquet, 1938)
- Castiarina sexguttata (Macleay, 1863)
- Castiarina sexnotata (Carter, 1916)
- Castiarina sexplagiata (Gory, 1841)
- Castiarina sexualis (Carter, 1929)
- Castiarina shelleybarkeri Nylander, 2006
- Castiarina sieboldi (Gory & Laporte, 1838)
- Castiarina signata (Kerremans, 1903)
- Castiarina simulata (Gory & Laporte, 1838)
- Castiarina skusei (Blackburn, 1892)
- Castiarina spectabilis (Kerremans, 1900)
- Castiarina spilota (Gory & Laporte, 1838)
- Castiarina spinolae (Gory, 1841)
- Castiarina stellata (Barker, 1986)
- Castiarina storeyi (Barker, 1983)
- Castiarina straminea (Macleay, 1863)
- Castiarina strigata (Macleay, 1863)
- Castiarina subacuticeps (Barker, 1979)
- Castiarina subbifasciata (Saunders, 1868)
- Castiarina subcincta Barker, 1996
- Castiarina subgrata (Blackburn, 1900)
- Castiarina subnotata (Carter, 1933)
- Castiarina subpura (Blackburn, 1903)
- Castiarina subtestacea (Barker, 1983)
- Castiarina subtincta (Carter, 1933)
- Castiarina subtrifasciata (Gory & Laporte, 1838)
- Castiarina subvicina (Barker, 1983)
- Castiarina suehasenpuschae Barker, 2005
- Castiarina sulfurea (Deuquet, 1938)
- Castiarina sundholmi (Barker, 1987)
- Castiarina supergrata (Barker, 1983)
- Castiarina suttoni (Carter, 1932)
- Castiarina tasmaniensis (Barker, 1986)
- Castiarina tenebrosa Barker, 1993
- Castiarina tepperi (Barker, 1988)
- Castiarina terminalis (Kerremans, 1890)
- Castiarina terraereginae (Blackburn, 1893)
- Castiarina testacea (Saunders, 1869)
- Castiarina thomsoni (Saunders, 1868)
- Castiarina thurmerae (Barker, 1983)
- Castiarina tigris (Barker, 1983)
- Castiarina tincticauda (Carter, 1916)
- Castiarina titania (Carter, 1916)
- Castiarina tricolor (Kirby, 1818)
- Castiarina trifasciata (Gory & Laporte, 1838)
- Castiarina trimaculata (Saunders, 1868)
- Castiarina triramosa (Thomson, 1879)
- Castiarina trispiculis (Carter, 1931)
- Castiarina tropica (Carter, 1922)
- Castiarina turbulenta (Barker, 1986)
- Castiarina turneri (Barker, 1983)
- Castiarina tyrrhena (Blackburn, 1903)
- Castiarina uncata (Barker, 1986)
- Castiarina undulata (Donovan, 1805)
- Castiarina uptoni (Barker, 1979)
- Castiarina ustulata Barker, 1996
- Castiarina vallisii (Deuquet, 1964)
- Castiarina vanderwoudeae (Barker, 1987)
- Castiarina variegata (Blackburn, 1892)
- Castiarina variopicta (Thomson, 1878)
- Castiarina vegeta (Hope, 1847)
- Castiarina venusta (Carter, 1914)
- Castiarina verdiceps (Barker, 1979)
- Castiarina versicolor (Gory & Laporte, 1838)
- Castiarina vicina (Saunders, 1868)
- Castiarina victoriensis (Blackburn, 1890)
- Castiarina violacea (Macleay, 1863)
- Castiarina virginea (Erichson, 1842)
- Castiarina viridissima (Barker, 1987)
- Castiarina viridiventris (Macleay, 1863)
- Castiarina viridolinea (Barker, 1986)
- Castiarina vittata (Saunders, 1868)
- Castiarina vulgaris (Carter, 1931)
- Castiarina walfordi (Barker, 1979)
- Castiarina warningensis (Barker, 1986)
- Castiarina watkinsi (Barker, 1988)
- Castiarina wellsae (Barker, 1989)
- Castiarina williamsi (Barker, 1988)
- Castiarina wilsoni (Saunders, 1868)
- Castiarina woodi Barker, 1993
- Castiarina xanthopilosa (Hope, 1847)
- Castiarina xystra Barker, 1993
- Castiarina yellowdinensis (Barker, 1983)
- Castiarina zecki (Deuquet, 1959)